# Нови гласник (часопис)
Нови гласник је војностручни интервидовски часопис Министарства одбране Републике Србије.

## О часопису
Од оснивања часописа, његова основна намена била је подизање нивоа стручности у извршавању професионалних задатака припадника Војске Србије и Министарства одбране, као и подстицање креативности, критичког мишљења, теорије и праксе у припреми и употреби Војске. У том смислу, Нови гласник пружа могућности свим ауторима из организацијских, управних и школских структура Војске и шире друштвене академске да кроз стручне и научне текстове унапређеде војнотеоријске и стручне мисли.
Часопис је постао незаобилазна литература за израду стручних и дипломских радова завршних година војне академије и слушалаца КШУ и ГШУ. Користи се и у командама и јединицама Војске Србије (оперативног и тактичког нивоа) као корисна литература у процесу војностручне обуке старешина.

### Историјат
Часопис Нови гласник основан је наредбом начелника генералштаба 1993. године као војностручно интервидовско гласило припадника Војске. Његовим оснивањем настављена је традиција излажења шест претходно постојећих стручних часописа видова, родова, служби и установа: Војни гласник, Гласник РВ и ПВО, Морнарички гласник, Позадина, Војно-политички информатор и Билтен ГШ ЈНА).

### Периодичност излажења
Часопис излази два пута годишње.

## Уредници
- Миле Шушњар (1993-1994.)
- Радослав Крецовић (1994-1996.)
- Миливоје Шћекић (1996—1998)
- Живота Антић (1998—2000)
- Милијан Андрић (2000—2003)
- Милан Шумоња (2003—2005)
- Небојша Милановић (2005—2006)
- Милорад Станојевић (2007)
- Драган Хајдуковић (2008—2009)
- Драгана Марковић (2010.- )

## Аутори прилога
- Генерали
- Адмирали
- Команданти оперативних састава
- Професори
- Начелници института

## Теме
- Међународна безбедност
- Планирање операција
- Ванредне ситуације
- Управљање ризиком
- Менаџмент људским ресурсима
- Информациона безбедност
- Војни арсенали
- Историја

## Електронски облик часописа
Часопис је доступан и у електронској верзији на веб адреси часописа.